# Domenig-Haus

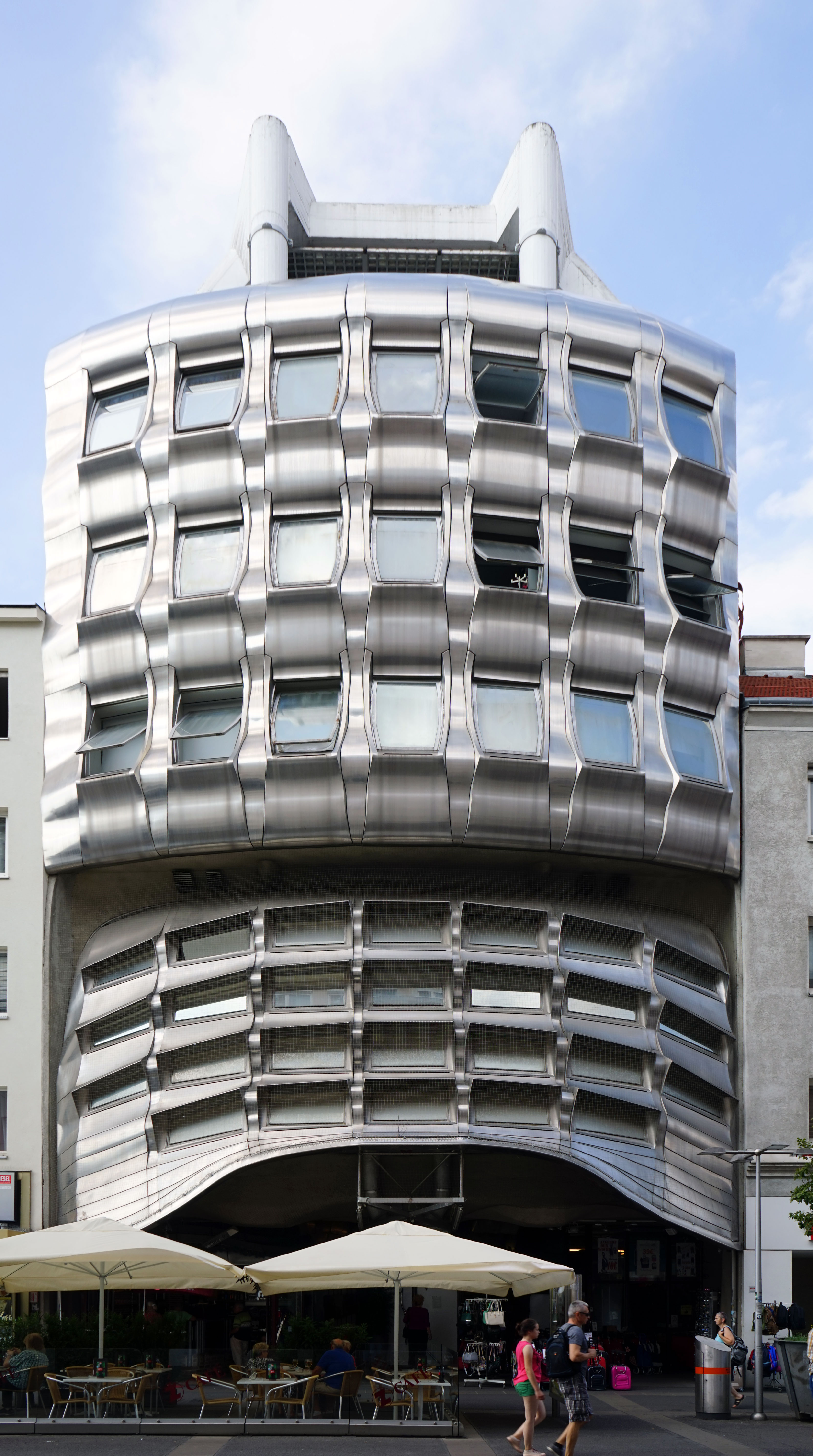
Domenig-Haus in der Favoritenstraße 118 in Wien (2018)

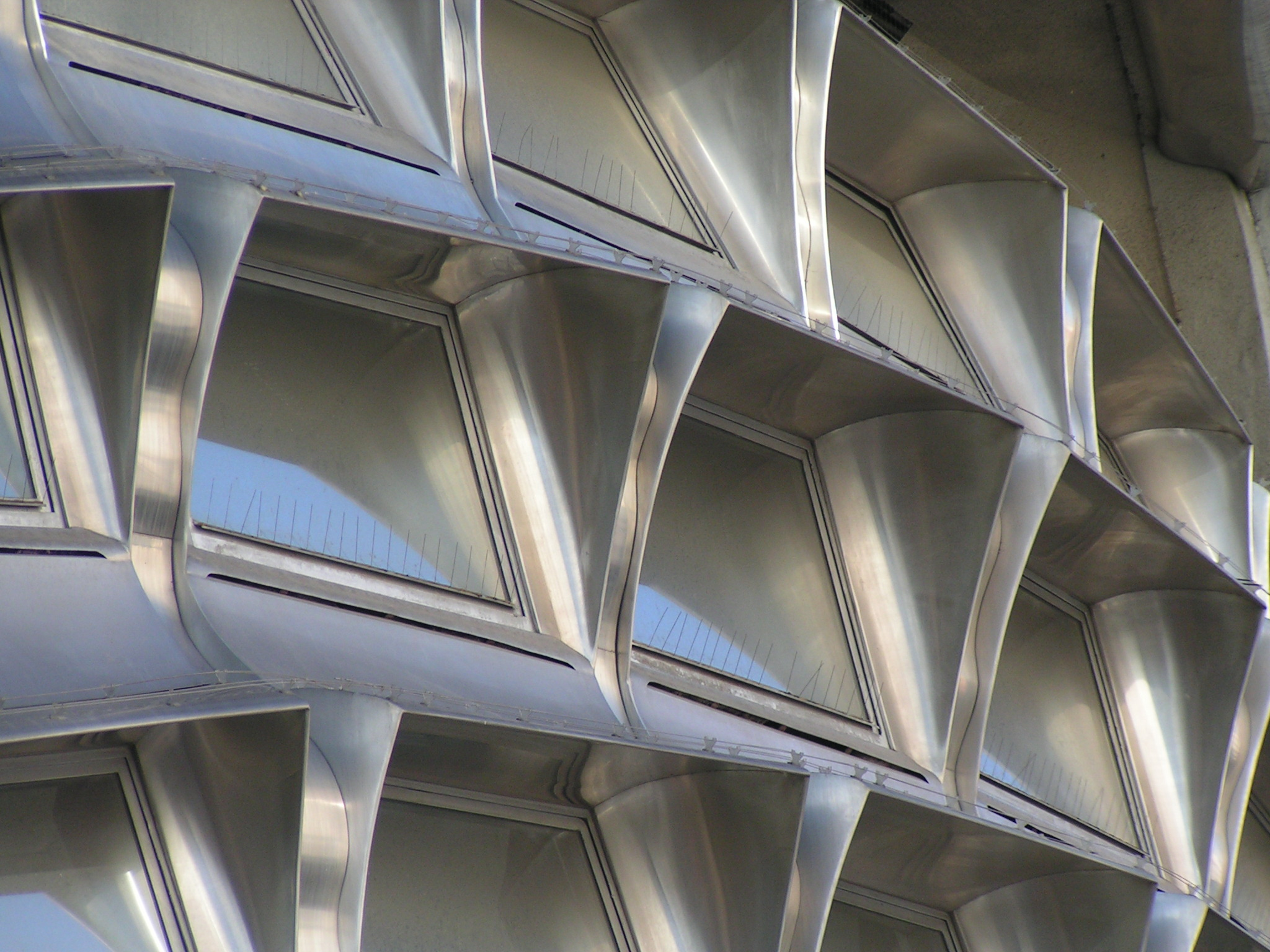
Fassade, Detail (2007)

Das Domenig-Haus, auch bekannt als ehemalige Filiale der Zentralsparkasse, ist ein bekanntes Gebäude des Architekten Günther Domenig in der Favoritenstraße 118 in Wien-Favoriten (10. Bezirk).
Mit der expressiven Fassade aus gewölbten Edelstahlplatten und ihrer strengen Funktionalität im Inneren gilt das Domenig-Haus als der wichtigste Bau der „Grazer Schule“ in dieser frühen Phase. Es wird oft als eines der bemerkenswertesten Beispiele jüngerer Architektur in Österreich genannt. Die Fassade sowie die künstlerisch gestalteten ersten beiden Stockwerke stehen seit Oktober 2005 unter Denkmalschutz (Listeneintrag).
Das Domenig-Haus wird auch als „Haus mit dem Knick“ bezeichnet.

## Geschichte
Das auffallende Stahlbetongebäude wurde in den Jahren 1975 bis 1979 von Günther Domenig im Auftrag der Zentralsparkasse und Kommerzialbank Wien als Bankgebäude und Kulturhaus erbaut. Als es eröffnet wurde, war die U-Bahn-Linie U1, die hier unter der Favoritenstraße verläuft, bereits (seit 1978) in Betrieb und die Straße in diesem Abschnitt zu einer Fußgängerzone umgebaut. Das Haus, das zwischen der U-Bahn-Station Keplerplatz und dem Viktor-Adler-Platz, einem großen Markt, liegt, entsprach der Aufbruchstimmung, die damals im Bezirk herrschte.

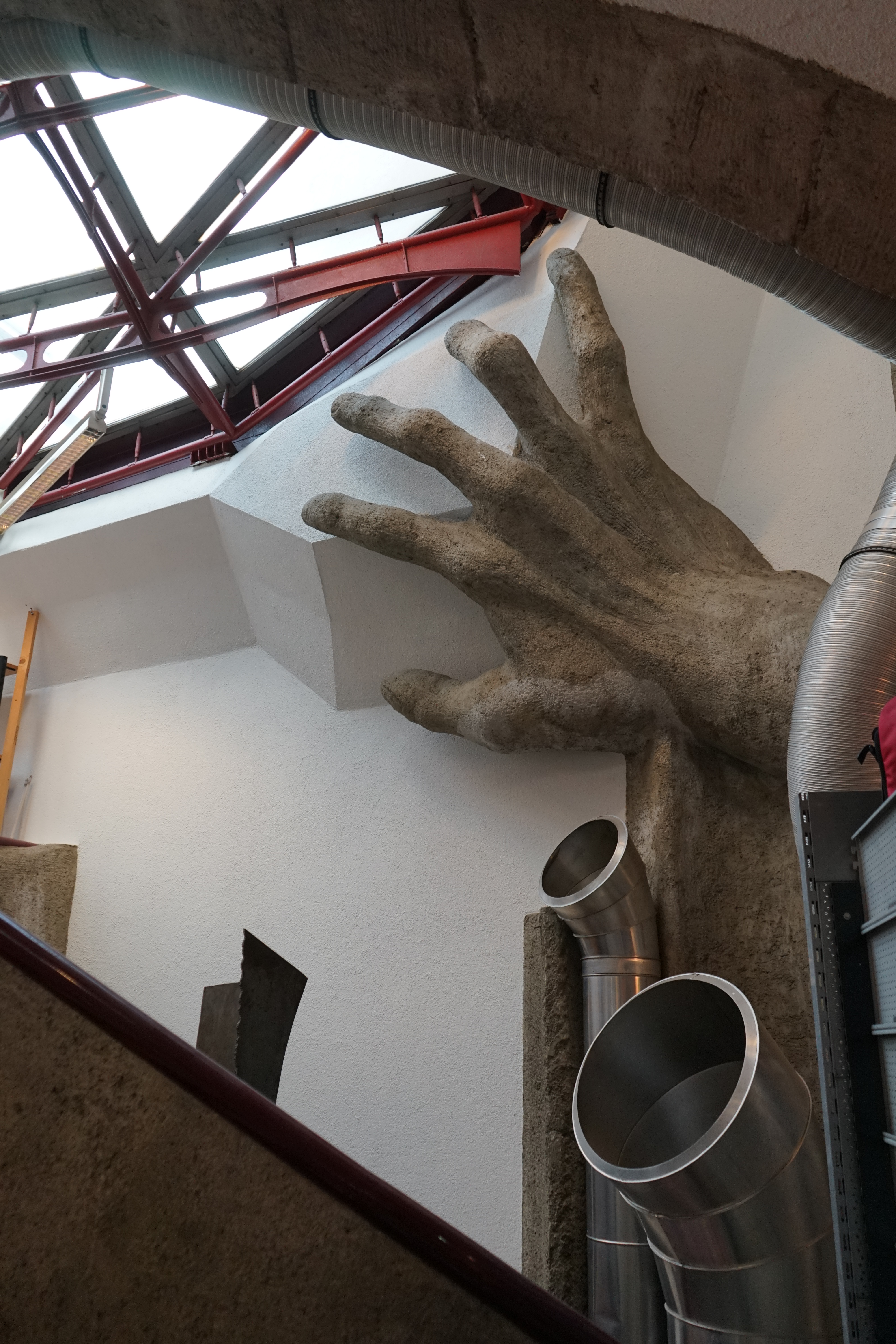
Blick vom Erdgeschoß in das 1. OG (2018)

Auf Grund des ungewöhnlichen Aussehens löste das Haus zum Zeitpunkt der Fertigstellung heftige Diskussionen aus. Die mehrfach gewölbte Fassade besteht aus Edelstahlplatten. Die konvexe, fließende Fassade scheint von den Nachbarhäusern „eingequetscht“ zu werden. Auch im Inneren sind selten gerade Linien zu finden, viele Details sind nicht geplant, sondern wurden an Ort und Stelle improvisiert. Domenig selbst bezeichnet den Bau als Schlüsselbau für seine Architektur.

„Die sowohl Aussen als auch Innen konsequent ablesbar belassene Technologie des Bauwerkes ist künstlerisch zur biomorph-gleichnishaften Erscheinung von Knochen, Sehnen, Häuten, Schuppen, Röhren und Adern transformiert. Auf diese Weise bildet das Bankgebäude einen organhaften Körper mit eigener ästhetischer Dichte und Geschlossenheit, der als Symbol lebenszugewandter Aktivität die Menschen anspricht und in seine dynamischen Raumkonzeptionen einlädt.“

Der damalige Bauherr war die „Z“ (Zentralsparkasse, ging nach einigen Fusionen in die UniCredit auf), es fungiert aber heute nicht mehr als Bankgebäude. Im Juli 2007 wurde das Haus an den der SPÖ nahestehenden Wiener Echo-Verlag verkauft.
Nach der Übernahme des Gebäudes durch die Echo Sportmedia GesmbH im Jahr 2008 übersiedelten die Ausstellungsräume ins Untergeschoß und waren direkt von der Straße aus erreichbar. Ein neuerlicher Eigentümerwechsel machte 2013 einen anderen Standort nötig. Die Galerie wurde im Herbst 2014 unter dem Namen Domeniggalerie auf das nur mehr zum Teil von der Brotfabrik genützte Ankerbrot-Fabriksgelände, ebenfalls im 10. Bezirk, verlegt und führt nun die Adresse Puchsbaumgasse 1c, Stiege 5.2 (Zugang auch über Absberggasse 27). Die Galerie gehört nach wie vor zum Kulturverband Favoriten, dessen Präsidentin Bezirksvorsteherin Hermine Mospointner ist, und wird von Gertrud Hopf geleitet.
Seit Februar 2022 betreibt eine türkisch-levantinische Restaurantkette eine Filiale auf mehreren Ebenen des Domenig-Hauses, einschließlich der beiden denkmalgeschützten Stockwerke.